# Marek Koterski
Marek Koterski, né le 3 juin 1942 à Cracovie, est un réalisateur, scénariste, metteur en scène et dramaturge polonais.

## Biographie
Marek Koterski a étudié la philologie polonaise et l'histoire de l'art à l'université de Wrocław. Il étudie la peinture à l'Académie des beaux-arts de Varsovie.
En 1972, il étudie la réalisation à l'École nationale de cinéma de Łódź, dont il sort diplômé en 1977. Il est marqué par l'acteur Zbigniew Cybulski surnommé le James Dean polonais. 
Il signe plusieurs documentaires consacrés à l'univers du théâtre : Naprzód (1976), Piąty międzynarodowy festiwal festiwali teatrów studenckich  (1976), Teatr – reżyser i tworzywo (1978), Teatr – reżyser i aktor (1978, film sur la mise en scène de Rêve d'argent de Salomé par Adam Hanuszkiewicz), Na to wszystko trzeba popatrzeć z tej drugiej, pogodniejszej strony (1979, portrait d'acteur Roman Kłosowski (pl)). 
En 1984, Koterski réalise son premier long-métrage. Il a filmé exclusivement ses propres scénarios. En plus du travail de cinéma, il a travaillé comme metteur en scène au théâtre. Il est également dramaturge, auteur littéraire et critique de cinéma.
En décembre 1991, création du monologue Nienawidzę (Je hais) au théâtre Bagatela de Cracovie.

## Filmographie
Réalisation
- 1984 : Dom Wariatów
- 1986 : Życie Wewnętrzne
- 1989 : Porno
- 1995 : Nic Śmiesznego
- 1999 : Ailawju
- 2002 : Dzień Świra
- 2006 : Wszyscy Jesteśmy Chrystusami
- 2011 : Baby są jakieś inne